# Guazapares
Guazapares é um município do estado de Chihuahua, no México.